# Habenaria viridiflora
Habenaria viridiflora är en orkidéart som först beskrevs av Johan Peter Rottler och Olof Swartz, och fick sitt nu gällande namn av John Lindley. Habenaria viridiflora ingår i släktet Habenaria och familjen orkidéer. Inga underarter finns listade i Catalogue of Life.